# Piershil
Piershil (51° 48′ N, 4° 19′ L) é uma cidade dos Países Baixos, na província de Holanda do Sul. Piershil pertence ao município de Korendijk, e está situada a 5 km, a sul de Spijkenisse.
Em 2001, a cidade de Piershil tinha 1185 habitantes. A área urbana da cidade é de 0.24 km², e tem 477 residências. 
A área de Piershil, que também inclui as partes periféricas da cidade, bem como a zona rural circundante, tem uma população estimada em 1570 habitantes.